# Мамедов, Ибрагим Ахмед оглы
Мамедов Ибрагим Ахмед оглы (22 декабря 1934, Bənəniyar, Нахичеванская АССР — 9 сентября 2014, Bənəniyar, Нахичеванская Автономная Республика) — азербайджанский актер, Народный артист Азербайджана (2000).

## Биография
Родился 22 декабря 1934 года в Бенянияре, Нахичеванская АССР. С 1955 года работал в Нахичеванском Государственном Музыкально-Драматическом Театре имени Дж. Мамедкулузаде.
Среди его основных ролей были: Яшар, Раби («Яшар», «Огненная невеста», Джафар Джаббарлы), Гаджи Кара («Гаджи Кара», Мирза Фатули Ахундов), Бахтияр («Поэма о комсомоле», Самед Вургун), Ваган («Дочь-мести», А. Ширванзаде), Нароглан («Отец дочери», А. Аскеров), Мешеди Ибад, Мерджан-бей («Не та, так эта», «Муж и жена», Узеир Гаджибеков), Керемов («Свадьба», С. Рагимов), Дадаш бала («Разлука», Сабит Рагимов, Эмин Сабитоглу), Али-Паша («Надир-шах», Нариман Нариманов) и другие.
Ибрагим Мамедов был членом Союза Театральных Работников Азербайджана. В 2005 году награжден президентской премией.
Умер 9 сентября 2014 года в Бенянияре.